# The Starter Wife
The Starter Wife è una serie televisiva trasmessa dal canale americano USA Network e prodotta da Hay Pot Pty Limited in collaborazione con McGibbon/Parriot Productions e 3 Arts Entertainment, per NBC.
Inizialmente quella che è la prima stagione, doveva essere una mini-serie di sei episodi, poi visti gli alti ascolti che la serie ha ottenuto, si è deciso di renderla una serie effettiva ed è stata ordinata una seconda stagione, di 10 episodi. Tuttavia, a causa dei bassi ascolti riportati, il network ha deciso di non rinnovare lo show per un'ulteriore stagione.
In Italia le uniche due stagioni della serie The Starter Wife sono state trasmesse in prima visione assoluta tra il 4 settembre 2008 e il 19 febbraio 2009 su Mya, canale pay della piattaforma Mediaset Premium.
In chiaro la serie è trasmessa da Canale 5 a partire dal 4 luglio 2009.
La serie è stata nominata per 10 Emmy Awards, vincendone uno, e per un Golden Globe per miglior attrice protagonista.

## Trama
Molly Kagan (Debra Messing) moglie quarantunenne e madre di una bimba, viene improvvisamente abbandonata dal ricco marito, produttore hollywoodiano che l'aveva fatta entrare nell'alta società.
Questo la costringe a ricostruirsi una vita, con le difficoltà di adattare il proprio nuovo status alla comunità in cui vive, abbandonando definitivamente la società dei ricchi. Ad aiutarla ci pensano le amiche Joan e Rodney.

## Episodi
| Stagione         | Episodi | Prima TV USA | Prima TV Italia |
| ---------------- | ------- | ------------ | --------------- |
| Prima stagione   | 6       | 2007         | 2008            |
| Seconda stagione | 10      | 2008         | 2008-2009       |